# 古姆星雲
古姆星雲 (Gum 12) 是位於船帆座和船尾座的一個發射星雲，橫跨36度天空。天文學家認為古姆星雲大約在100萬年前爆發，還在快速擴張 (和持續擴大) 的船帆座超新星殘骸，船帆座波霎也與這個星雲有所關聯。這個星雲在歐洲和美國的大部分地區都看不到。 

古姆星雲包含大約32個包克雲球，這些緻密的雲核受到O型恆星天社一、弧矢增二十二以及船帆座超新星遺蹟的強烈輻射，導致這些雲球成為彗星狀雲球。與普通的包克雲球一樣，天文學家認為彗星狀雲球與恆星形成有關。
古姆星雲的名稱來自發現者—澳洲天文學家柯林·史丹利·古姆。古姆在1955年發表他的調查結果，定名為南半球瀰漫星雲Hα的研究 (參見古姆星表)。

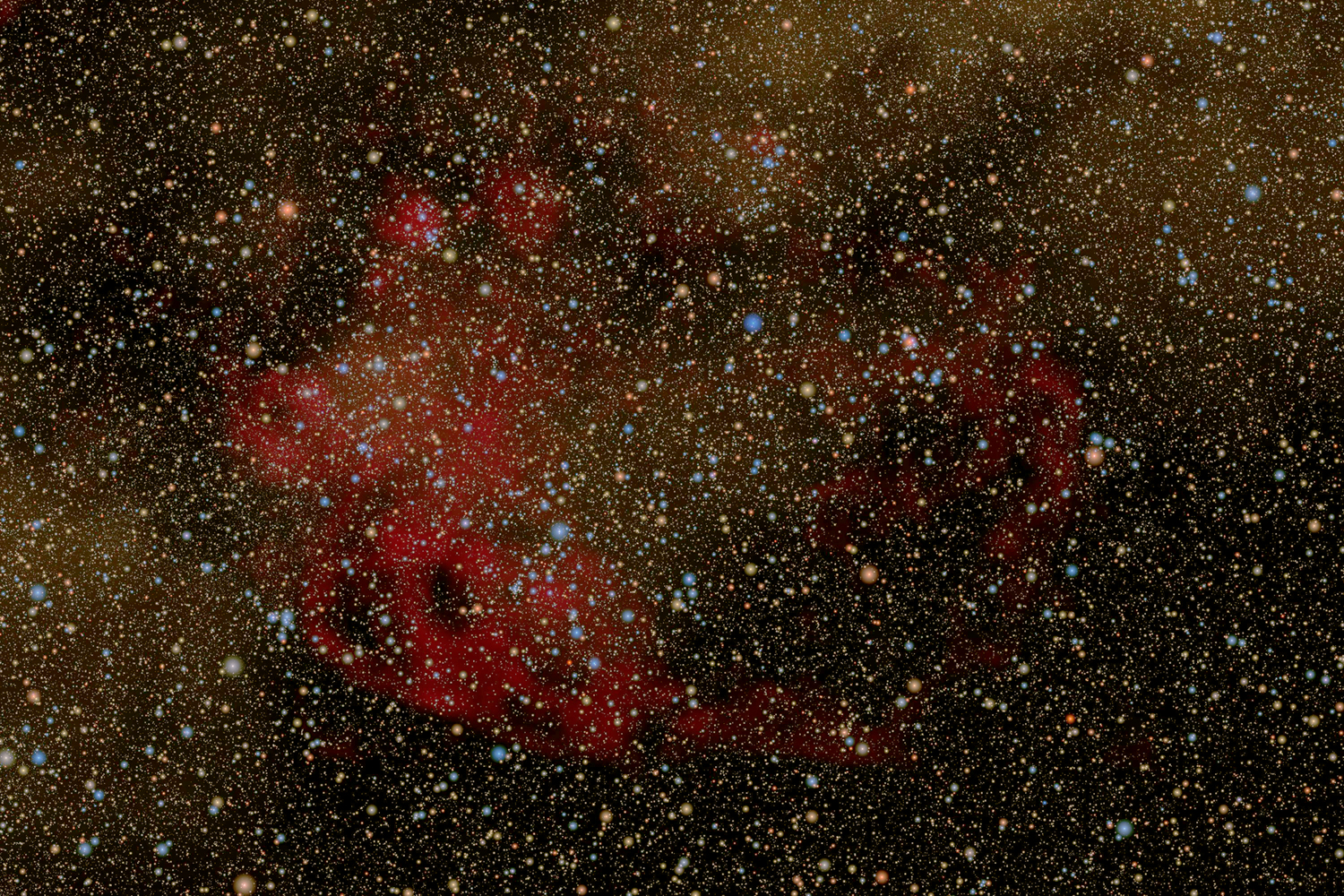
古姆星雲

## 資料來源
- Gum Catalog（页面存档备份，存于）
- Gum Nebula（页面存档备份，存于） (erroneously calls Gum 12 Gum 56)
- SouthernSkyPhoto.com（页面存档备份，存于）
- The emission nebula IC 4628. Anglo-Australian Observatory